# Aleksandr Blok
Aleksandr Blok (rus: Александр Александрович Блок)  (Sant Petersburg, 16 de novembre de 1880 (Julià) - Sant Petersburg, 7 d'agost de 1921), nom complet amb patronímic Aleksandr Aleksàndrovitx Blok, ( ? i  escolteu-ne la pronunciació en rus), fou un poeta rus.

## Vida i carrera
Blok va néixer a Sant Petersburg, en una família sofisticada i intel·lectual. Alguns dels seus parents eren homes de lletres, el seu pare era professor de dret a la Universitat de Varsòvia, i el seu avi matern rector d'Universitat Estatal de Sant Petersburg. Després de la separació dels seus pares, Blok va viure amb parents aristocràtics a la mansió Xàkhmatovo prop de Moscou, on va descobrir la filosofia de la Vladímir Soloviov, i el versos dels llavors obscurs poetes del segle xix, Fiódor Tiúttxev i Afanassi Fet. Aquestes influències afectarien les seves primeres publicacions, més tard recopilats en el llibre Ante Lucem.
El 1903 es va casar amb Liubov (Liuba) Dmítrievna Mendeléieva, filla del famós químic Dmitri Mendeléiev. Més tard, ella va involucrar-lo en una complicada relació d'amor-odi amb el seu company simbolista Andrei Beli. A Liuba li va dedicar el cicle de poesia que el va fer famós, Stikhí o Prekràsnoi Dame (Versets sobre la Bella Dama, 1904).
I ja els dotze se són allunyats

sense nom de Déu.

A tot preparats,

de res no els sap greu.

Van amb llurs fusells d' acer

vers l'enemic que no es veu

pels solitaris carrers

per on s'esberla la neu...

Sobre els munts de neu lleugera –

d' on la sabata no es treu...

Dins els ulls, flameig

de roja bandera.

L'eco repeteix

llur marxa guerrera.

Alerta! – Sorgeix

l'enemiga fera...

I en els ulls, de la neu en follia,

nit i dia,

el fibló.

Envant, envant

poble treballador! 

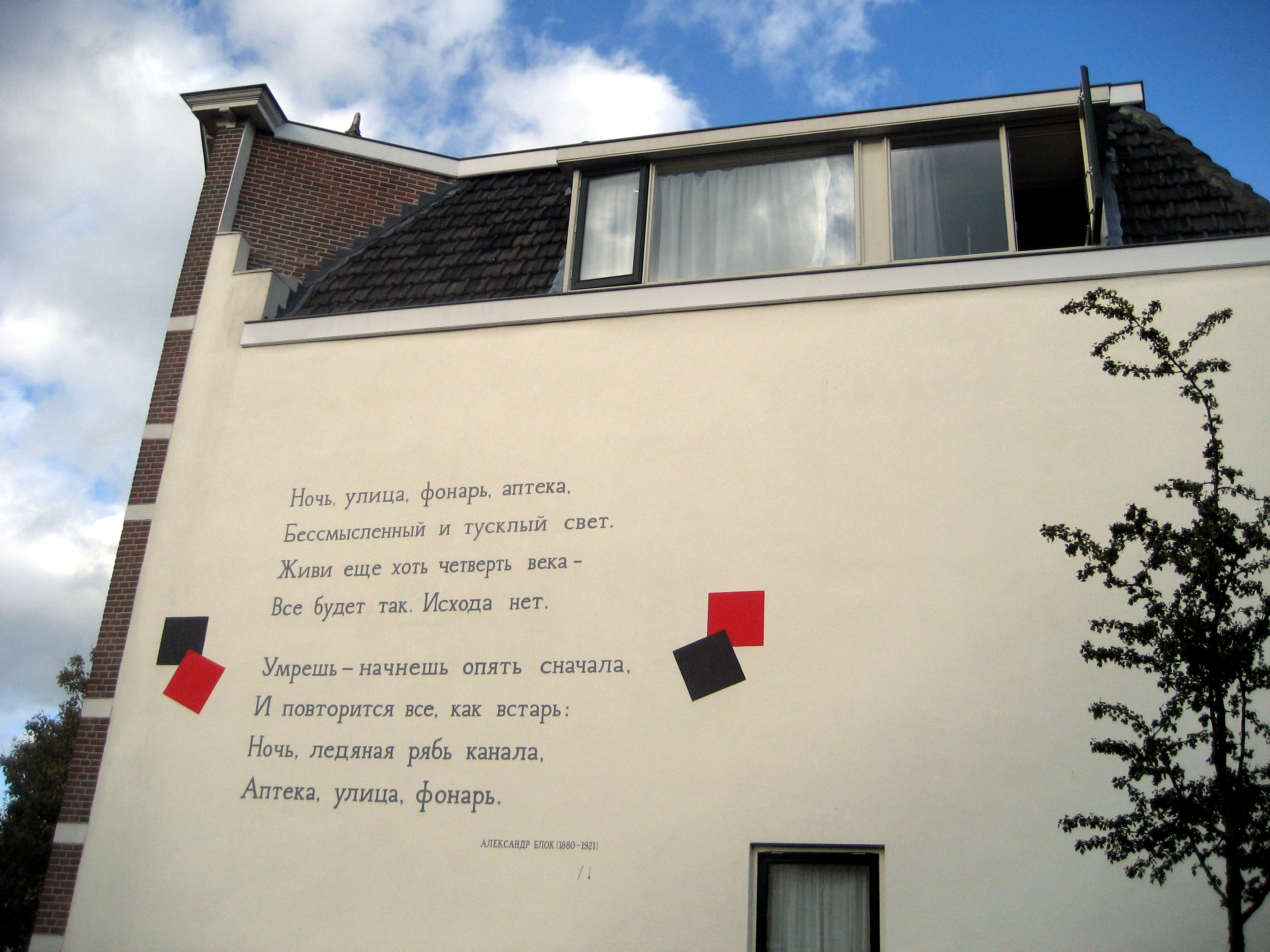
Poema de Blok com a poema de paret a Leiden

Durant l'últim període de la seva vida, Blok va destacar temes polítics, ponderant el destí messiànic del seu país (Vozmézdie, 1910-1921; Ródina, 1907-1916; Skifi, 1918). Influenciat per les doctrines de Soloviov, tenia temors apocalíptics vagues i sovint vacil·lava entre l'esperança i la desesperació. "Sento que un gran esdeveniment havia de venir, però el que era exactament no va ser revelat a mi", va escriure en el seu diari durant l'estiu de 1917. De manera inesperada per a la major part dels seus admiradors, va acceptar la Revolució d'Octubre com la resolució final d'aquests anhels apocalíptics.
El 1921 Blok s'havia desil·lusionat amb la revolució russa. No va escriure cap poesia durant tres anys. Blok es va queixar a Maksim Gorki que la seva "fe en la saviesa de la humanitat" havia acabat. Li va explicar al seu amic Kornei Txukovski per què ja no podia escriure més poesia: "Tots els sons han deixat. No sents que ja no es perceben els sorolls" Al cap de pocs dies Blok va emmalaltir. Els metges van sol·licitar que se l'enviés a l'estranger per rebre tractament mèdic, però no se li va permetre sortir del país. Gorki va advocar per un visat. El 29 de maig de 1921, li va escriure a Anatoli Lunatxarski: "Blok és el millor poeta de Rússia Si no li permeteu que vagi a l'estranger, i ell mor, vostè i els seus companys seran culpables de la seva mort". Blok no va rebre el permís fins al 10 d'agost, després de la seva mort, causada per una endocarditis.
Diversos mesos abans, Blok havia donat una cèlebre conferència sobre Aleksandr Puixkin, el record del qual creia que seria capaç d'unir les faccions russes blanques i soviètiques.

## Obra

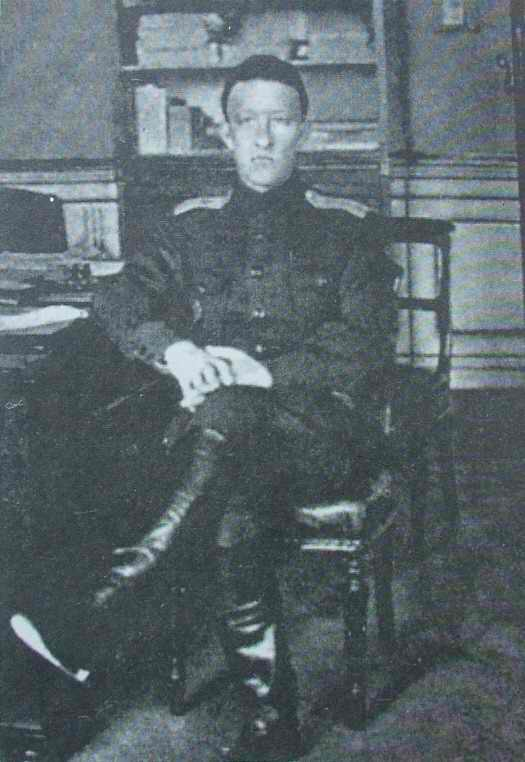
Blok, 1917, Palau d'Hivern

Les imatges místiques idealitzats que es presenten en el seu primer llibre van ajudar a establir Blok com un important poeta de l'estil simbolista. El primer vers de Blok és musical, però després va tractar d'introduir patrons rítmics atrevides i ritmes desiguals en la seva poesia. La inspiració poètica era natural per a ell, i sovint produïa imatges d'altres mons inoblidables, de destinacions banals i esdeveniments trivials (Fàbrika, 1903). En conseqüència, els seus poemes madurs es basen sovint en el conflicte entre la teoria platònica de la bellesa ideal i la decebedora realitat de l'industrialisme foll (Neznakomka, 1906).
La descripció de Sant Petersburg que va fer artesanalment per a la seva següent col·lecció de poemes, La ciutat (1904-1908), era alhora impressionista i misteriós. Les col·leccions posteriors, Faina i la màscara de neu, van ajudar a augmentar la reputació de Blok. Va ser sovint comparat amb Aleksandr Puixkin, i és considerat potser el poeta més important de l'Edat de Plata de la poesia russa. Durant la dècada de 1910, Blok va ser molt admirat pels seus col·legues literaris, i la seva influència en els poetes més joves era pràcticament insuperable. Anna Akhmàtova, Marina Tsvetàieva, Borís Pasternak i Vladímir Nabókov va escriure importants homenatges en vers a Blok.

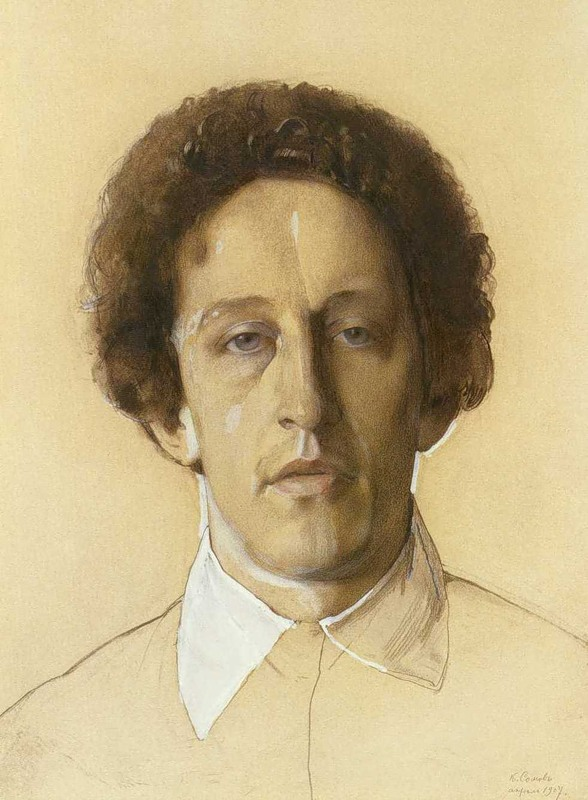
Retrat per Konstantín Sómov, 1907

Blok va expressar les seves opinions sobre la revolució en l'enigmàtic poema Dvenàdtsat (Els Dotze) (1918). Les llargues exposicions poema "sons d'humor-creació, ritmes polifònics, i un llenguatge dur, d'argot" (tal com el va anomenar l'Encyclopædia Britannica). S'hi descriu la marxa de dotze soldats bolxevics (comparats amb els Dotze Apòstols de Crist) pels carrers del revolucionari Petrograd, amb una violenta tempesta de neu de l'hivern enrabiant-se al seu voltant. Els Dotze alienà Blok de molts dels seus lectors intel·lectuals (que el van acusar de falta de talent artístic), mentre que els bolxevics van menysprear el seu antic misticisme i asceticisme. Blok va considerar aquest poema com la seva millor obra. En la seva recerca d'un llenguatge modern i noves imatges, Blok va utilitzar fonts inusuals per a la poesia simbolista: el folklore urbà, balades (cançons de caràcter sentimental) i cançonetes (txastuixki). Es va inspirar en el famós cantant Mikhaïl Savoiàrov, els concerts del qual, durant els anys 1915-1920, van ser vistos sovint per Blok. L'acadèmic Víktor Xklovski feu notar que el poema estava escrit en llenguatge criminal i en un estil irònic, similar als apariats de Savoiàrov, pel qual Blok va imitar l'argot de 1918 de Petrograd

### Simbolisme
Blok considera la seva producció poètica com composta de tres volums. El primer volum es compon dels seus primers poemes sobre la Bella Dama. El segon volum, tracta sobre la impossibilitat d'arribar l'ideal que anhelava. El tercer volum, amb els seus poemes dels anys anteriors a la revolució, és més animat. Per a la poesia de Blok, els colors són essencials. Blau o violeta és el color de la frustració, quan el poeta entén que la seva esperança de veure la Senyora és enganyosa. El color groc dels llums del carrer, les finestres i les postes de sol és el color de la traïció i la trivialitat. Els tints negres són alguna cosa terrible, perillosa però potencialment capaç de revelació esotèrica.
Imitant Fiódor Tiúttxev, Blok va desenvolupar un complicat sistema de símbols poètics. En els seus primers treballs, per exemple, el vent representa l'enfocament de la bella dama, mentre que demà o la primavera és el moment en què és més probable que passi la trobada. Hivern i la nit són els moments dolents, quan el poeta i la seva senyora estan molt lluny l'un de l'altre. Pantà i fangós representen la vida quotidiana, sense llum espiritual des de dalt.

## Composicions musicals
- Dmitri Xostakóvitx va escriure un tardà cicle de cançons per a soprano i piano trio, Set Romanços d'Aleksandr Blok
- Mieczysław Weinberg va escriure un cicle de cançons per a soprano i piano, Més enllà de la frontera dels passats dies, op. 50
- Arthur Lourié va escriure una cantata coral, Al santuari dels somnis daurats.
- Aleksandr Blok va ser un poeta favorit de Gueorgui Svirídov; obres com "Petersburg" (un poema vocal), "Núvols de nit" (cantata) i "Cançons dels temps durs" (concert) van sorgir de la poesia de Blok.

## Traduccions al català
- La barraca de fira. El rei a la plaça. La desconeguda. Barcelona : Edicions de 1984, 2009, Traducció: Nina Avrova. Traducció: Joan Casas. ISBN 8492440260
- Els Dotze i altres poemes; traducció de Guillem Nadal; pròleg de Iuri Tiniànov. Edició bilingüe català / rus. Col·lecció Poesia del segle xx; 11 Sant Boi de Llobregat : Edicions del Mall, 1986. ISBN 8474563399
- Venjança i altres poemes, traducció d'Esteve Miralles i Ricard San Vicente. Martorell: Adesiara, 2014. ISBN 978-84-92405-76-3